# Eusebio Giambone
Eusebio Giambone (Camagna Monferrato, 1º maggio 1903 – Torino, 5 aprile 1944) è stato un partigiano e operaio italiano, Medaglia d'Oro al Valor Militare alla memoria.

## Biografia
Figlio di un ferroviere che era stato trasferito a Torino, Eusebio, dopo aver frequentato una scuola tecnica, trovò il suo primo lavoro, come tornitore, in una piccola officina. Nel primo dopoguerra, membro della Gioventù socialista, ebbe modo di conoscere Antonio Gramsci e il gruppo di militanti organizzati intorno a L'Ordine Nuovo.
Nel settembre del 1920 Giambone partecipò all'occupazione delle fabbriche. Assolto in un processo nel quale lo si accusava di aver fabbricato illegalmente armi automatiche, il giovane s'impegnò, al sorgere del fascismo, nelle squadre di difesa operaia. Nel dicembre del 1922, dopo le violenze dei fascisti di Brandimarte a Torino, fu costretto a riparare in Francia. Vi restò tredici anni e per tutto quel tempo fu uno dei dirigenti, nella regione del Rodano, dell'Unione popolare italiana, che organizzava gli emigrati italiani.
Nel 1937 Giambone fu colpito dalla morte di uno dei suoi quattro fratelli, Vitale, caduto in Spagna combattendo a Huesca contro i franchisti. Nell'inverno del 1940 venne arrestato a Lione, dove abitava con la famiglia, incarcerato e poi internato a Le Vernet.
Quando, nel luglio del 1941, i francesi di Vichy consegnarono Giambone alla polizia italiana - dopo avergli fatto attraversare ammanettato mezza Francia - dovette scontare il confino a Castel Baronia (una piccola colonia di internamento in provincia di Avellino), sino a quando Mussolini cadde. Pur avendo la possibilità di attendere in Campania l'imminente arrivo degli Alleati, nell'agosto del 1943 Eusebio Giambone riuscì, dopo un viaggio avventuroso, a raggiungere Torino, dove riprese subito l'attività politica e, dopo l'armistizio, curò l'organizzazione della Resistenza nelle fabbriche della città.
Rappresentante del PCI nel primo Comitato militare del CLN regionale piemontese, Giambone diede un grande contributo alla creazione della rete organizzativa militare del capoluogo piemontese. Il 31 marzo del 1944, catturato dalla polizia fascista con altri membri del Comitato, il dirigente comunista, gravemente compromesso dai documenti che gli erano stati trovati addosso, seppe affrontare con grande coraggio gli interrogatori e il processo, rivendicando il diritto di battersi per la libertà. Prima di essere fucilato, con sette dei suoi compagni di lotta, da un plotone di militi della Guardia Nazionale Repubblicana al poligono del Martinetto, Giambone scrisse alla moglie Luisa e alla figlia Gisella due lettere che rimangono tra i documenti più elevati della Resistenza e che, nel 1952, sono state pubblicate nel volume Lettere di condannati a morte della Resistenza Italiana.
Dopo la fucilazione di Eusebio Giambone, presero il suo nome la XIX Brigata Garibaldi e un distaccamento della 181ª.
È sepolto nel Cimitero monumentale di Torino.

## Riconoscimenti e dediche
Il comune di Camagna Monferrato gli ha intitolato una via. È in atto un progetto di recupero della casa natale di Eusebio Giambone per creare un Museo della Resistenza.
La locale Sezione ANPI è intitolata proprio a Eusebio Giambone.
Eusebio Giambone nell'odonomastica italiana:
- corso Eusebio Giambone, nel quartiere Lingotto a Torino
- via Eusebio Giambone, a Vittoria (RG)
- via Eusebio Giambone, a Castel Baronia (AV)